# Jubilosos te adoramos
Jubilosos te adoramos ou Exultantes te adoramos é a versão portuguesa do "The Hymn of Joy" ("Joyful, joyful")do poeta Henry van Dyke (EUA, 1907). A melodia tem a origem no "Hino à Alegria" do final da Nona Sinfonia de Ludwig van Beethoven. Kenneth Osbeck, autor de 101 Hymn Stories, considera o hino "como uma das mais alegres expressões de hinos líricos da língua inglesa.